# Памятник последнему защитнику Брестской крепости
Памятник последнему защитнику Брестской крепости — памятник, расположенный на территории Мемориала памяти и славы, в городе Назрань Республики Ингушетия. Посвящён советскому солдату, последнему из бойцов, оборонявших Брестскую крепость в Великой Отечественной войне. Открыт 9 июня 2012 года.

## Описание
Солдат изображён в полный рост в форме с оружием в правой руке на фоне фрагмента обстрелянной стены Брестской крепости. На стене прикреплена мемориальная доска с текстом: «В защите Брестской крепости участвовало 90 уроженцев Ингушетии. Последний защитник Брестской крепости лейтенант Барханоев, Умат Гирей Артаганович».
С боковых сторон на стену прикреплены ещё две мемориальные доски с именами 90 уроженцев Ингушетии, участвовавших в обороне Брестской крепости. Солдаты-защитники из Ингушетии были разных национальностей, а потому здесь фамилии не только ингушские, но и русские и различные другие.
На обратной стороне стены высечены патриотические надписи, которые оставили в крепости советские солдаты — защитники крепости в дни её обороны в Великой Отечественной войне: «Мы дали клятву. Умрём, но из крепости не уйдём», «Слава Кавказу! Назрань, Грозный. Прощайте, родные!», «Умрём, но не сдадимся. Ангушт», «Прощай, Родина. 20/VIII.41», «Василий из Кургана, Ваха из Назрани. За Кавказ. Артём. Султан» и другие.